# Državna cesta D39
Die Državna cesta D39 (kroatisch für ,Nationalstraße D39‘) ist eine Nationalstraße in Kroatien. Die Straße verläuft in Fortsetzung der von Livno kommenden M16 (Bosnien und Herzegowina) (teilweise zugleich Europastraße 661) von der Grenze zu Bosnien und Herzegowina beim Grenzübergang Aržano in generell südlicher Richtung und kreuzt in Cista Provo die Državna cesta D60 sowie bei Šestanovac die Državna cesta D62 und hat südlich davon Anschluss an die Autocesta A1. Nordwestlich von Brela mündet sie an der Küste des Adriatischen Meers in die Državna cesta D8, die Jadranska Magistrala.
Die Länge der Straße beträgt 37,3 km.